# Viktor Hratchov
Viktor Oleksandrovitch Hratchov (russe : Виктор Александрович Грачёв) (né le 17 septembre 1956 à Dzerjynsk en RSS d'Ukraine, aujourd'hui Toretsk en Ukraine) est un ancien joueur et entraîneur de football ukrainien.

## Biographie

### Carrière internationale
Hrachov a joué son seul match international avec l'équipe d'URSS le 15 mai 1984 lors d'un match amical contre la Finlande.

### Statistiques
| Club                   | Saison                 | Championnat | Championnat | Coupe  | Coupe | Continental | Continental | Total  | Total |
| Club                   | Saison                 | Matchs      | Buts        | Matchs | Buts  | Matchs      | Buts        | Matchs | Buts  |
| ---------------------- | ---------------------- | ----------- | ----------- | ------ | ----- | ----------- | ----------- | ------ | ----- |
| Spartak Orel           | 1975                   | 14          | 0           | 0      | 0     | 0           | 0           | 14     | 0     |
| Kolkhozchi             | 1976                   | 34          | 7           | 1      | 0     | 0           | 0           | 35     | 7     |
| Kolkhozchi             | 1977                   | 35          | 8           | 1      | 0     | 0           | 0           | 36     | 8     |
| Kolkhozchi             | 1978                   | 35          | 8           | 2      | 1     | 0           | 0           | 37     | 9     |
| Torpedo Moscou         | 1979                   | 12          | 0           | 5      | 1     | 0           | 0           | 17     | 1     |
| Shakhtar Donetsk       | 1980                   | 16          | 4           | 8      | 0     | 0           | 0           | 24     | 4     |
| Shakhtar Donetsk       | 1981                   | 33          | 12          | 7      | 1     | 0           | 0           | 40     | 13    |
| Spartak Moscou         | 1982                   | 5           | 1           | 2      | 0     | 0           | 0           | 7      | 1     |
| Shakhtar Donetsk       | 1982                   | 23          | 5           | 0      | 0     | 0           | 0           | 23     | 5     |
| Shakhtar Donetsk       | 1983                   | 30          | 8           | 4      | 3     | 4           | 4           | 38     | 15    |
| Shakhtar Donetsk       | 1984                   | 31          | 8           | 5      | 0     | 2           | 1           | 36     | 9     |
| Shakhtar Donetsk       | 1985                   | 30          | 12          | 3      | 0     | 0           | 0           | 33     | 12    |
| Shakhtar Donetsk       | 1986                   | 23          | 7           | 9      | 2     | 0           | 0           | 32     | 9     |
| Shakhtar Donetsk       | 1987                   | 23          | 3           | 4      | 2     | 0           | 0           | 27     | 5     |
| Shakhtar Donetsk       | 1988                   | 20          | 1           | 4      | 0     | 0           | 0           | 24     | 1     |
| Shakhtar Donetsk       | 1989                   | 24          | 4           | 7      | 1     | 0           | 0           | 31     | 5     |
| Shakhtar Donetsk       | 1990                   | 23          | 1           | 3      | 0     | 0           | 0           | 25     | 1     |
| Debrecen               | 1990-91                | 16          | 3           | 1      | 0     | 0           | 0           | 17     | 3     |
| BVSC                   | 1991-92                | 25          | 6           | 1      | 0     | 0           | 0           | 26     | 6     |
| BVSC                   | 1992-93                | 14          | 4           | 1      | 0     | 0           | 0           | 15     | 4     |
| Debrecen               | 1993-94                | 25          | 5           | 2      | 0     | 0           | 0           | 27     | 5     |
| Shakhtar Donetsk       | 1994-95                | 6           | 0           | 4      | 3     | 0           | 0           | 10     | 3     |
| Total pour le Shakhtar | Total pour le Shakhtar | 282         | 65          | 58     | 12    | 6           | 5           | 346    | 82    |
| Total carrière         | Total carrière         | 497         | 107         | 77     | 14    | 6           | 5           | 580    | 126   |

- Coupe - Coupe Soviétique, Super coupe d'URSS & Coupe de la Fédération d'URSS

## Palmarès
Chakhtar Donetsk
- Vainqueur de la Coupe d'Union soviétique en 1980 et 1983.
- Meilleur buteur de la Coupe des vainqueurs de coupe en 1984[1].